# Брендон Мроз
Бре́ндон Мроз (Brandon Mroz; *22 грудня 1990, Сент-Луїс, Міссурі, США) — американський фігурист, що виступає в одиночному чоловічому катанні; дворазовий срібний медаліст юніорських Фіналів Гран-Прі з фігурного катання (2007 і 2008 роки), у сезоні 2008/2009 на «дорослих» Чемпіонаті Чотирьох Континентів з фігурного катання і Чемпіонаті світу з фігурного катання 2009 року посів, відповідно, 8-е і 9-е місця.
З осені 2011 Мрозу належить непересічне досягнення: він став першим спортсменом, кому вдалося здійснити четверний лутц під час офіційних змагань.

## Кар'єра
Мати Брендона займалась синхронним фігурним катанням. Мроз почав кататися на ковзанах, коли йому було три з половиною роки. З 2002 по 2004 роки він тренувався в Дуґа і Мішель Лі. У 2005 році фігурист переїхав до Колорадо-Спринґз до тренера Тома Закрайсека, що опікується ним досі.
В сезоні 2003/2004 Брендон уперше пройшов кваліфікацію для участі в Чемпіонаті США з фігурного катання, де посів 7-е місце серед новачків  (англ. novice). У наступному сезоні, однак, йому не поталанило відібратися на ці змагання.
В сезоні 2005/2006 Мроз знову відібрався на Національну першість США з фігурного катання і там зайняв 2-е місце у дитячій групі, поступившись лише Еліоту Гарвелсону (англ. Eliot Halverson). 

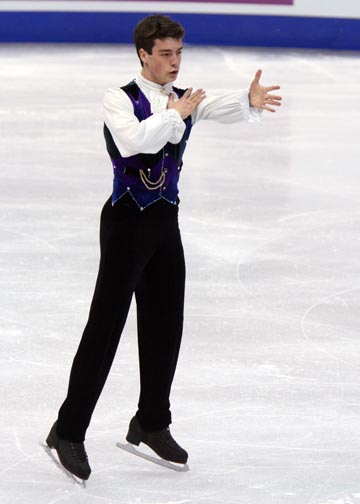
Брендон Мроз на «Skate Canada»-2008

В сезоні 2006/2007 Мроз дебютував як юніор. Він зміг відбратися до Фіналу юніорського Гран-прі, де став другим, знову таки за Гарвелсоном. Потім на Чемпіонаті світу з фігурного катання серед юніорів 2007 року, будучи 7-м після виконання короткої програми, він виконав довільну з 2-м результатом, і зрештою піднявся на 4-у сходинку турніру.
В сезоні 2007/2008 Брендон Мроз лишався в юніорах як на національному, так і на міжнародному рівнях. Фігурист виграв два етапи юніорського  Гран-прі, і у фіналі цих змагань знову став срібним призером, так само другим він був і на юніорській першості США з фігурного катання 2008 року, а на Чемпіонаті світу з фігурного катання серед юніорів того ж року вдруге став 4-м.
В сезоні 2008/2009 Мроз дебютував на «дорослому» рівні. Він узяв участь в серії Гран-прі — став 7-м на етапі «Skate Canada»-2008 і 5-м на «Trophee Eric Bompard»-2008. На Чемпіонаті США з фігурного катання 2009 року Б.Мроз виборов срібло, поступившись лише Джеремі Ебботту, водночас обігравши багатьох досвідчених колег по збірній, в т.ч. Евана Лисачека і Джонні Вейра. Вдалий виступ на «домашній» першості дав право Мрозу виступити на 2 найпрестижніших міжнародних стартах сезону — на Чемпіонаті Чотирьох континентів з фігурного катання 2009 року спортсмен посів лише 8-е місце (а наприклад, Лисачек, в якого він виграв на першості США, був там срібним призером), а на ЧС з фігурного катання 2009 року він зміг увійти в чільну 10-ку, посівши достатньо високу, як на дебютанта, 9-у позицію (першість виграв все той же Лисачек).

## Спортивні досягнення
| Змагання / Сезони                                   | 2003/2004 | 2004/2005 | 2005/2006 | 2006/2007 | 2007/2008 | 2008/2009 | 2009/2010 |
| --------------------------------------------------- | --------- | --------- | --------- | --------- | --------- | --------- | --------- |
| Чемпіонати світу з фігурного катання                |           |           |           |           |           | 9         |           |
| Чемпіонати Чотирьох Континентів з фігурного катання |           |           |           |           |           | 8         | 4         |
| Чемпіонати світу з фігурного катання серед юніорів  |           |           |           | 4         | 4         |           |           |
| Чемпіонати США з фігурного катання                  | 7N.       |           | 2N.       | 2J.       | 2J.       | 2         | 6         |
| Етапи Гран-прі: «Trophee Eric Bompard»              |           |           |           |           |           | 5         |           |
| Етапи Гран-прі: «Skate America»                     |           |           |           |           |           |           | 8         |
| Етапи Гран-прі: «Cup of Russia»                     |           |           |           |           |           |           | 7         |
| Етапи Гран-прі: «Skate Canada»                      |           |           |           |           |           | 7         |           |
| Фінали юніорського Гран-прі                         |           |           |           | 2         | 2         |           |           |
| Етапи юніорського Гран-прі, Німеччина               |           |           |           |           | 1         |           |           |
| Етапи юніорського Гран-прі, Австрія                 |           |           |           |           | 1         |           |           |
| Етапи юніорського Гран-прі, Тайвань                 |           |           |           | 1         |           |           |           |
| Етапи юніорського Гран-прі, Мексика                 |           |           |           | 2         |           |           |           |
| Турніри «Triglav Trophy»                            |           |           | 1J.       |           |           |           |           |
| Турніри «Copenhagen Trophy»                         | 1N.       |           |           |           |           |           |           |

- N = дитячий рівень; J = юніорський рівень

### Четверний лутц
26 жовтня 2011 року Міжнародний союз ковзанярів визнав  [Архівовано 9 лютого 2012 у WebCite], що 16 вересня Брендон Мроз вдало виконав четверний лутц на офіційних змаганнях в Колорадо-Спрінгс. До того часу цей стрибок виконували декілька фігуристів, але під час тренувань. Були невдалі спроби на змаганнях, наприклад, Євген Плющенко був близьким до мети на Кубку Росії 2007, але не втримався на ногах.
Брендон повторив своє досягнення на міжнародних змаганнях Гран-прі ISU 2011-2012 в японському Саппоро, що проходили 11-13 листопада 2011 року.